# Богомолов Михайло Михайлович
Михайло Михайлович Богомолов (рос. Михаил Михайлович Богомолов, 11 січня 1897 — 5 травня 1940) — радянський воєначальник, комдив (1940). Герой Громадянської війни, під час якої був нагороджений трьома орденами Червоного Прапора.

## Біографія
Народився Михайло Богомолов у Дем'янську у сім'ї робітника.
У російській армії Богомолов з 1916 року, учасник Першої світової війни, молодший унтер-офіцер.
У 1917 році вступив у Червону гвардію, в 1918 — в РСЧА, з 1919 — член ВКП (б). Закінчив школу червоних командирів, брав участь у Громадянській війні командиром взводу, потім командував ескадроном 1-ї Кінної армії, брав участь у радянсько-польській війні. У складі Туркестанського фронту Богомолов брав участь у боях з басмачами: з липня 1922 — начальник розвідки 17-го полку 6-ї Туркестанської бригади, з вересня 1922 — начальник розвідки 6-го Туркестанського стрілецького полку, з лютого 1923 — командир кінного взводу того ж полку. За мужність та героїзм М. М. Богомолов був нагороджений трьома орденами Червоного Прапора.
1927 року Богомолов закінчив Об'єднану Київську школу командирів ім. С. С. Каменєва і в серпні 1927 року був призначений командиром 85-го кавалерійського кубанського полку, з травня 1930 — командир 5-го окремого запасного кавалерійського ескадрону, з березня 1931 — т.в.п. помічника командира з стройової частини 21-го кавалерійського полку, з вересня 1932 року — начальник курсу Військової академії механізації та моторизації РСЧА. У січні 1935 року М. М. Богомолов призначений командиром (з січня 1937 року також військкомом) 7-го механізованого полку, з вересня 1937 року — командир 21-ї механізованої бригади, з червня 1938 року — начальник автобронетанкової служби 8-го стрілецького корпусу. Закінчив Військову академію ім. Фрунзе у Москві.
З грудня 1938 року — командир 3-ї окремої механізованої бригади (незабаром перейменованої в 36-ю легкотанкову бригаду, пізніше — 36-а танкова бригада), командуючи якою у вересні — жовтні 1939 року, брав участь складі 8-го стрілецького корпусу 5-ї армії.
Під час радянсько-фінської війни Богомолов був начальником автобронетанкових військ (АБТ) Північно-Західного фронту. Відразу після закінчення війни 14-17 квітня 1940 року взяв участь у нараді начальницького складу РСЧА при ЦК ВКП(б) зі збору досвіду бойових дій проти Фінляндії, потім в комісії Головної військової ради (ГВР), що займалася узагальненням бойового досвіду за підсумками війни.
Раптово помер 5 травня 1940 року.

## Звання

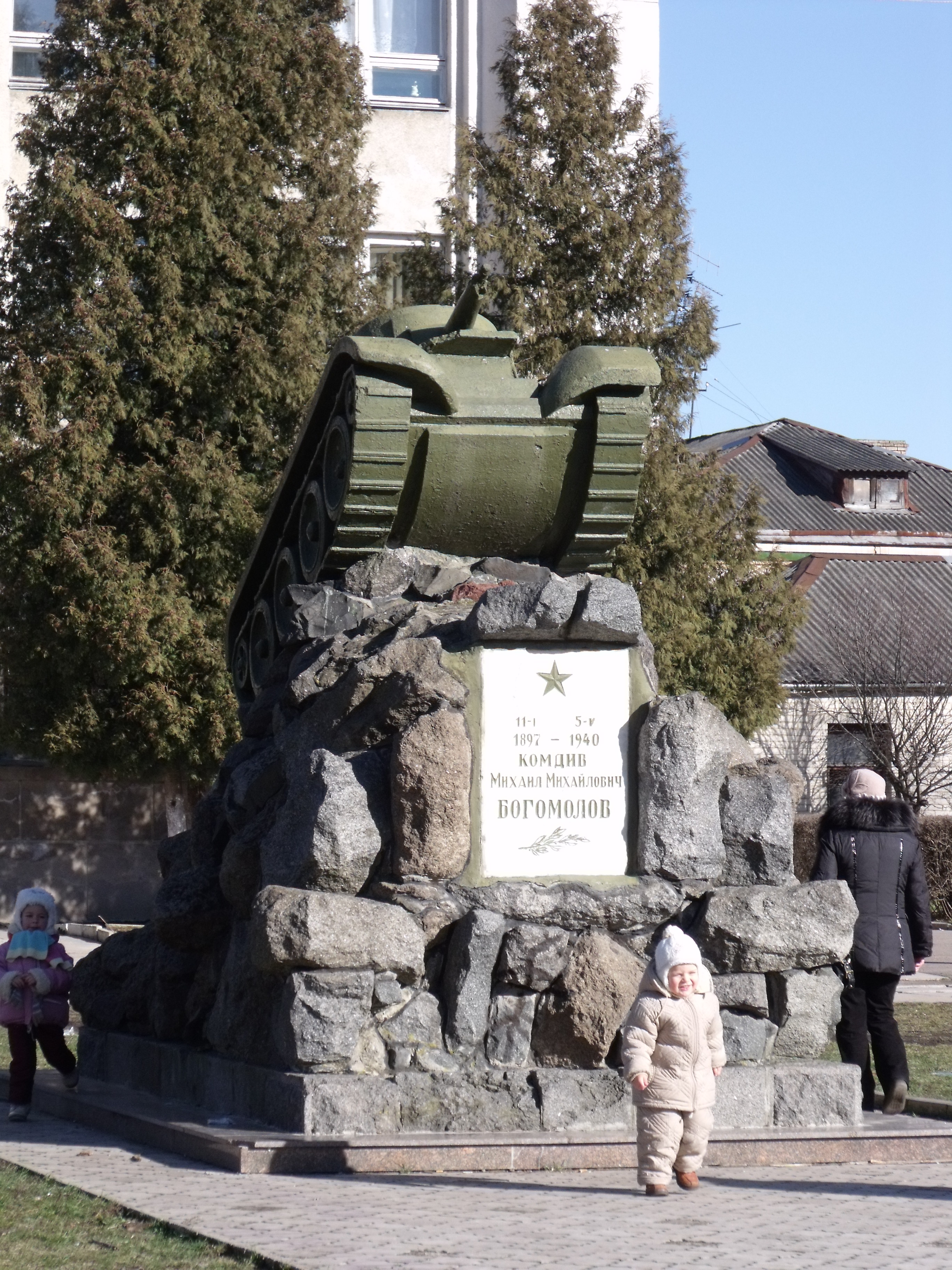
Пам'ятник комдиву М. М. Богомолову у Рівному, знесений 2022 року.

- комбриг — 17.05.1939
- комдив — 21.03.1940

## Нагороди
- Орден Леніна
- три Ордени Червоного Прапора — 1923 (Наказ РВРР № 183); 1924 (Наказ РВРР № 335); 1924 (Наказ РВРР № 105).

## Пам'ять

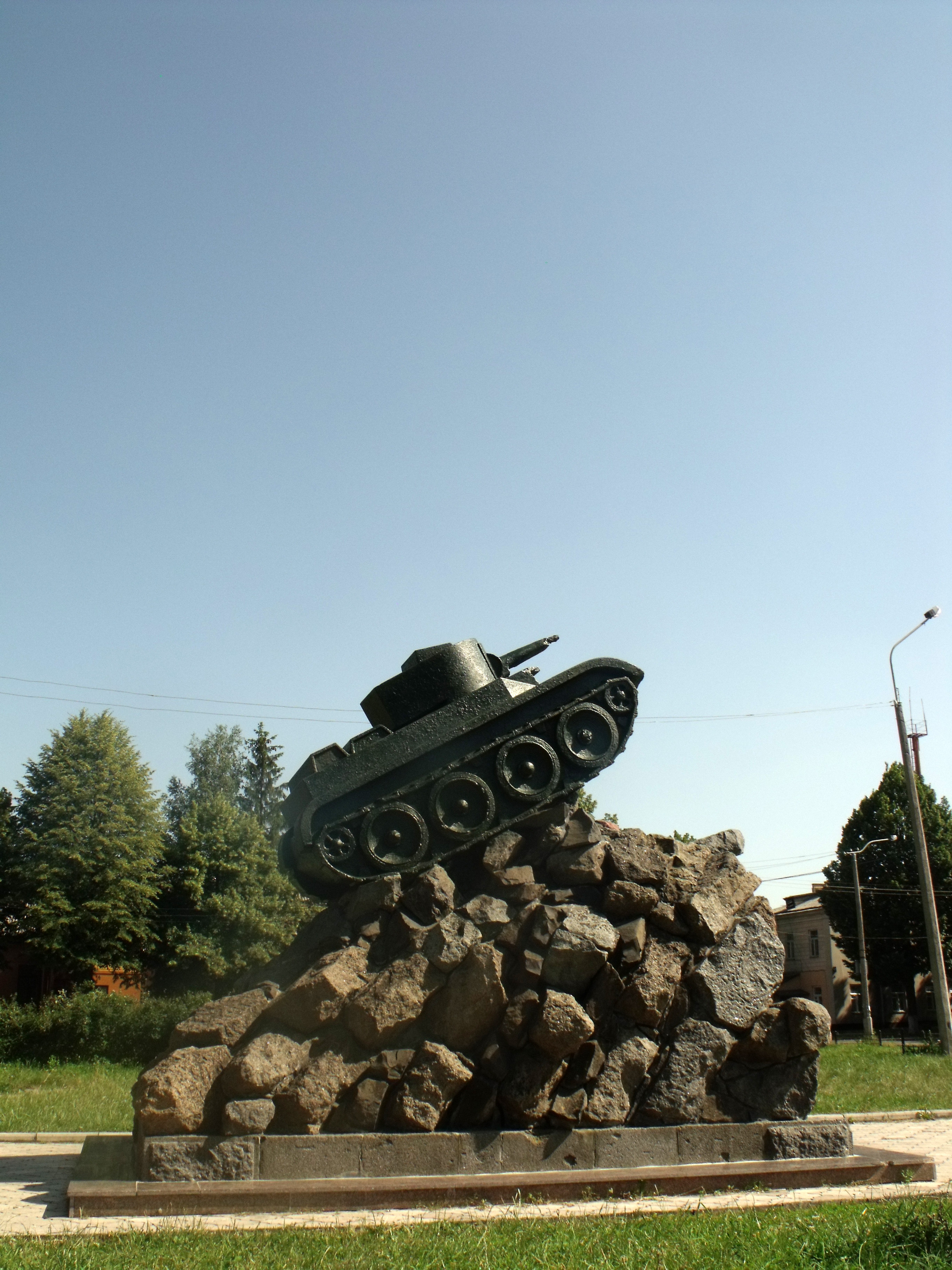
Пам'ятник комдиву М. М. Богомолову в Рівному (вид збоку)

- 23 липня 1940 року ім'я М. М. Богомолова було присвоєно 36-й танковій бригаді.
- У Рівному було встановлено пам'ятник комдиву М. М. Богомолову, який, як зазначалося у радянській пропагандистській історіографії, «двічі звільняв місто від ворогів революції — 1920 року, командуючи ескадроном Першої кінної армії, та 1939 року, коли танкісти М. М. Богомолова під час визвольного походу Червоної Армії на західноукраїнські землі принесли свободу та щастя трудящим Рівного». 28 квітня 2022 року комунальники демонтували танк, розміщений на постаменті. Зранку 21 червня демонтували і сам постамент. Після цього планували перепоховати останки Михайла Богомолова, але їх під постаментом не знайшли[3], незважаючи на те, що публікація в радянській газеті «Червоний прапор» від 1940 року вказувала, що поховання там таки є[4].